# وفيات موسم الحج 2024
حدثت موجة الوفيات خلال موسم الحج 2024 في الفترة من 14 إلى 19 يونيو 2024 حيث توفي ما لا يقل عن 1426 حاجا من جنسيات مختلفة أثناء أداء فريضة الحج في مكة بسبب الحرارة الشديدة التي تجاوزت 50 درجة مئوية. أعلى درجة حرارة مسجلة ابلغ عنها في المسجد الحرام بمكة كانت 51.8 درجة مئوية (125.2 درجة فهرنهايت). مما أدى إلى وفاة نسبة كبير من الحجاج الغير نظاميين الذين لا تتوفر لهم المكيفات ووسائل الراحة الأخرى.

## السياق
امتد موسم الحج 2024 بين 14 و19 يونيو في سياق موجة حر حادة. وصلت درجات الحرارة إلى أكثر من 50 درجة مئوية وبلغت ذروتها 51.8 درجة في المنطقة المركزية بالمسجد الحرام. وحذرت دراسة سعودية نشرت في مايو 2024 من عواقب التغير المناخي على الحج، قائلة إن درجات الحرارة في المواقع التي تقام فيها المناسك ترتفع بمقدار 0.4 درجة مئوية كل عشر سنوات.
كما أدى ارتفاع رسوم رحلات الحج ووجود حصة محددة فقط لكل دولة إلى ارتفاع عدد الحجاج غير النظاميين. حيث يقضون يومهم دون خيام ولا يمكنهم استخدام وسائل الراحة الموفرة مثل الخيام المكيفة وحافلات الحج الرسمية، وهي وسيلة النقل الوحيدة حول الأماكن المقدسة. فاضطروا للسير كيلومترات عدّة تحت أشعة الشمس الحارقة. كما واجهوا صعوبات في دخول المستشفيات أو استدعاء الإسعاف لأحبائهم.

## الوفيات
توفي عدد كبير من الحجاج بسبب موجة الحر التي تعرضوا لها أثناء أدائهم لمناسك الحج، وأدى نقص الغذاء والماء (تجفاف) إلى تفاقم الوضع. أعلن في البداية عن وفاة 22 حاجا في 17 يونيو، ولكن الحصيلة تزايدت إلى 577 حاجا، ثم احصي أكثر من 900 وفاة في 19 يونيو، وفي 22 يونيو تخطى إجمالي عدد الوفيات أكثر من 1330 وفاة وتعتبر هذه الحصيلة المبدئية القابلة للزيادة ثاني اكبر رقم للوفيات في تاريخ الحج بعد كارثة تدافع الحجاج في منى التي مات فيها دهساً تحت الاقدام اكثر من 2121 حاج.
| الجنسية          | الوفيات | حالات حرجة | المراجع                     |
| ---------------- | ------- | ---------- | --------------------------- |
| مصر              | 672     |            | [ 10 ] [ 11 ]               |
| إندونيسيا        | 234     |            | [ 12 ] [ 13 ]               |
| الأردن           | 99      | 16         | [ 14 ] [ 15 ]               |
| الهند            | 98      |            | [ 16 ] [ 17 ]               |
| تونس             | 62      | 13         | [ 18 ] [ 19 ]               |
| باكستان          | 58      |            | [ 20 ]                      |
| بنغلاديش         | 35      |            | [ 21 ] [ 22 ]               |
| العراق           | 31      |            | [ 23 ]                      |
| تركيا            | 23      |            | [ 24 ]                      |
| الجزائر          | 22      |            | [ 25 ]                      |
| إيران            | 22      |            | [ 26 ]                      |
| المغرب           | 20      |            | [ 27 ] [ 28 ]               |
| نيجيريا          | 15      |            | [ 29 ]                      |
| ماليزيا          | 14      |            | [ 30 ]                      |
| الولايات المتحدة | 11      |            | [ 31 ]                      |
| ليبيا            | 10      | 5          | [ 32 ] [ 33 ] [ 34 ] [ 35 ] |
| الصومال          | 6       |            | [ 36 ]                      |
| روسيا            | 5       |            | [ 37 ] [ 38 ]               |
| سوريا            | 5       |            | [ 39 ]                      |
| غينيا            | 4       |            | [ 40 ]                      |
| السنغال          | 3       |            | [ 41 ]                      |
| طاجيكستان        | 3       |            | [ 42 ]                      |
| فرنسا            | 2       |            | [ 43 ]                      |
| هولندا           | 1       |            | [ 44 ]                      |
| أستراليا         | 1       |            | [ 45 ]                      |
| الفلبين          | 1       |            | [ 46 ]                      |
| نيوزيلندا        | 1       |            | [ 47 ]                      |
| فلسطين           | 8       |            |                             |

## التبعات
أعلنت الرئاسة التونسية إقالة إبراهيم الشائبي وزير الشؤون الدينية على أثر وفاة 49 تونسيًّا في الحج.

## مقالات ذات صلة
- حوادث موسم الحج
- حادثة منى 2015